# تریشا دورو
تریشا دورو (انگلیسی: Tricia Devereaux؛ زاده ۱۲ ژانویهٔ ۱۹۷۵) نام هنری بازیگر پورنوگرافی اهل ایالات متحده آمریکا است.